# Комсомольська (станція метро, Кільцева лінія)
55°46′35″ пн. ш. 37°39′22″ сх. д. / 55.77639° пн. ш. 37.65611° сх. д.
Комсомольська (рос. Комсомольская) — станція Кільцевої лінії Московського метрополітену. Відкрита 30 січня 1952 року у складі черги «Курська» — «Білоруська». Розташована під Комсомольською площею між станціями «Проспект Миру» і «Курська», на території Красносільського району Центрального адміністративного округу Москви.
Названа по Комсомольській площі (до 1933 року — Каланчевська площа), під якою розташована.
Головним архітектором станції є видатний архітектор-академік Щусєв Олексій Вікторович.

## Вестибюлі і пересадки
У північному торці станції — сходи, що ведуть до невеликого купольного аванзалу. Довгий і широкий коридор виводить з аванзалу до ескалаторного тунелю. Ескалаторний тунель у свою чергу виводить до наземного вестибюлю, загального для обох станцій вузла. Вестибюль об'єднує верх двох ескалаторних тунелів двох станцій, вхід з Комсомольської площі, вихід на площу між Ярославським і Ленінградським вокзалами і вхід з підземного вестибюля з коридорами з обох цих вокзалів.
Перехід на Сокольницьку лінію можливий в середині залу — через малий ескалатор, потім розташований нижче станції довгий вигнутий коридор і далі з тунельного ескалатора вгору, у підземний циркульний колонний зал з виходом у південний торець «Комсомольської» Сокольницької лінії. В іншій стороні циркульного колонного залу — вихід до Казанського вокзалу.

### Пересадки
- Метростанцію  «Комсомольська»,
- Залізничну станцію «Москва-Пасажирська»,
- Залізничну станцію «Москва-Пасажирська-Ярославська»,
- Залізничну станцію «Москва-Пасажирська-Казанська»
- Залізничну станцію та станцію МЦД   «Площа трьох вокзалів»
- Автобуси: 40, с633, т14, т41, н15;;
- Трамваї: 7, 13, 37, 50

## Технічна характеристика
Конструкція станції — колонна трисклепінна глибокого закладення. У конструкції використана збірна чавунна оправа, як лоток використана монолітна плита. Довжина посадкового залу 190 м, ширина центрального нефа 11 м (замість характерних для станцій такої конструкції 8 м), висота залу 9 м (замість характерних 5,5 м). На станції 68 восьмигранних колон (крок становить 5,6 м)

## Колійний розвиток
Станція без колійного розвитку.

## Оздоблення
Архітектурно станція «Комсомольська» — апофеоз сталінського ампіру, що відрізняється грандіозністю, помпезністю, поєднанням елементів класицизму, ампіру і московського бароко.
У наземному вестибюлі восьмикутний об'єм під великим куполом. Купол прикрашений ліпниною і фігурними барельєфами сурмачів, що трублять (автор Г. І. Мотовилов). По осі купола дві підвісні люстри у вигляді церковних панікадил, по всіх кутках — великі торшери.
Вхід з Ярославського і Ленінградського вокзалів знаходиться всередині вуличного павільйону, що є великою двоповерховою будівлею хрестової форми з двома шестиколонними портиками з боку Комсомольської площі і з виходом до перону Ленінградського і Ярославського вокзалів з протилежного боку. Внутрішнє склепіння вестибюля видається назовні великим куполом сірого кольору. Увінчаний цей купол височенним шпилем з п'ятикутною зіркою. На зірці зображені серп і молот.
У куполі склепіння аванзалу зображена червона п'ятикутна зірка з розбіжними в усі сторони золотими променями. У центрі аванзалу підвішена масивна багаторіжкова люстра.
Аркади, що мають два ряди колон, з'єднані витонченими арками. Вони тримають на собі загальні антаблементи з карнизами, що тягнуться по всій довжині станції. На карнизи спираються підстави склепіння центрального і бічних залів. Склепіння центрального залу в півтора рази вище бічних.
Стеля жовтого кольору також прикрашена мозаїчними вставками і ліпниною. Зал освітлений масивними багаторіжковими люстрами, висячими між панно; платформи висвітлюються люстрами меншого розміру. Колони прикрашені мармуровими капітелями і оброблені світлим мармуром, як і стіни станції. Підлога викладена рожевим гранітом. У тупиковому торці залу встановлено бюст В. І. Леніна.